# 无神论者列表
无神论者是指不相信神的人。
- 哲學界
  - 范缜，中国南北朝时期思想家[2]
  - 伯特兰·罗素，英国哲学家，1950年诺贝尔文学奖获得者
  - 尼采，德国哲学家
  - 路德維希·安德列斯·費爾巴哈，德国哲学家
  - 卡尔·马克思
  - 弗里德里希·恩格斯
- 文学界
  - 高行健，法籍华人，2000年诺贝尔文学奖获得者。[3]
  - 哈里·哈里森，美国科幻作家。
- 娱乐界
  - 李小龙，美籍华人，著名武打电影演员
- 体育界
  - 兰斯·阿姆斯特朗，美国公路自行车赛职业车手，七次夺得环法自行车赛冠军
  - 罗伯特·史密斯，美式足球运动员
- 社会活动界
  - 大衛·鈴木，加拿大日裔环保人士，大学教授。
- 工商界
  - 乔治·吉拉德，美国银行家

- 科学界
  - 克劳德·香农，美国数学家，信息论创始人
  - 保罗·狄拉克，1933年诺贝尔物理学奖获得者[4]
  - 史蒂文·温伯格，1979年诺贝尔物理学奖获得者
  - 彼得·希格斯，2013年诺贝尔物理学奖获得者
  - 马歇尔·罗森布鲁斯，美国等离子体物理学家
  - 莱纳斯·鲍林，1954年诺贝尔化学奖及1962年诺贝尔和平奖获得者
  - 保罗·博耶，1997年诺贝尔化学奖获得者
  - 史蒂芬·霍金， 英国皇家学会会员，英国理论物理学家、宇宙学家及作家， 剑桥大学教授。
  - 理查德·道金斯，英国皇家学会会员，英国皇家文学学会会员,牛津大学教授
- 工程界
  - 斯蒂夫·沃兹尼亚克，苹果公司创始人之一，工程师[5]
  - 林纳斯·托瓦兹，LINUX内核创建者[6]
  - 理查德·斯托曼，美国黑客[7]

- 社会科学界
  - 乔治·格罗特，英国历史学家
  - 诺曼·芬克尔斯坦，美国社会科学学者，在研究巴以冲突方面颇有建树。
  - 尤瓦尔·赫拉利，以色列历史学家, 著有《人类简史：从动物到上帝》，《未来简史：从智人到智神》， 《今日简史》。
- 政治界
  - 湯瑪斯·潘恩
  - 湯瑪斯·傑佛遜
  - 弗拉基米尔·伊里奇·列宁
  - 约瑟夫·维萨里奥诺维奇·斯大林
  - 毛泽东